# Ориоль, Жорж
Жорж Орио́ль (фр. George Auriol; настоящее имя фр. Jean-Georges Huyot; 26 апреля 1863, Бове — 3 февраля 1938, Париж) — французский поэт, шансонье, писатель, художник и графический дизайнер. На счету Жоржа Ориоля десяток типографских стилей и шрифтов, созданных в стиле модерн. Кроме того, Жорж Ориоль известен как отец кинокритика и сценариста, своего полного тёзки Жана-Жоржа Ориоля (1907—1950).
Приятель Альфонса Алле и Эрика Сати, Жорж Ориоль-старший (по своим наклонностям типичный декадент и символист) волею своего возраста и характера стал связующим звеном между двумя авангардными течениями во французском (европейском) искусстве конца XIX и начала XX века, отстоявшими друг от друга на расстоянии сорока лет. И прежде всего, он соединил в своём лице фумистов или гидропатов начала 1880-х с одной стороны — с их продолжением в виде дадаистов и сюрреалистов 1920-х годов с другой.

## Биография
Жан-Жорж Ориоль (настоящее имя фр. Jean-Georges Huyot) родился на севере Франции, в Бове. Он — пикардиец; соответствующее происхождение имеет и его фамилия (в приблизительном русском произношении — «Юйо»).
Из наиболее сильных впечатлений детства Жана-Жоржа — длительная оккупация Бове германскими войсками после позорного поражения Франции в войне 1870-71 года. Закончив коллеж Бове, некоторое время Жан-Жорж жил в разных регионах Франции, где его отец, чиновник, получал должности. В 1882 году девятнадцатилетний Жорж Юйо, сильно увлечённый чтением только что начавшего выходить столичного журнала фумистов и гидропатов под названием «Чёрный кот», послал в редакцию несколько своих новелл под псевдонимом «Жорж Ориоль» (отчасти, по созвучию нравившейся ему парижской звезде кабаре Жанне Авриль). Уже весной следующего года двадцатилетний Ориоль отправился в Париж и сам, заранее определив для себя главную цель поездки.
По приезде в Париж Ориоль поселился в Латинском квартале, там же он нашёл временную (на полгода) работу продавца в книжном магазине, продолжая бомбардировать редакцию журнала своими материалами в прозе и стихах. Первая публикация Ориоля в «Чёрном коте» произошла 25 августа 1883 года. Не прошло и пяти месяцев как он занял место ответственного секретаря редакции (начиная с журнального номера 103), которое он занимал затем до 1893 года. Невзирая на свой юный возраст, этот (бывший) пикардиец (явный холерик по темпераменту) был очень колоритным типом. Яркая внешность (блондин, что всегда было редкостью во Франции), взрывной темперамент, подростковый энтузиазм, универсальный талант и большая работоспособность... — весь этот набор был замечен и оценён в «Чёрном коте» по достоинству.
К моменту появления в редакции Жоржа Ориоля, журнал необычайно бурно развивался, тиражи росли и спустя год, в июне 1895 года кабаре вместе с редакцией, которым было слишком тесно в маленьком домике на бульваре Рошешуар, с большой помпой (типичный рекламный стиль Салиса) переехало в более просторный дом на улице Лаваль:XXI. Доминирующее положение в «Чёрном коте» занимали два молодых авангардиста 1880-х годов: главный редактор, поэт-гидропат Эмиль Гудо и тридцатилетний острослов, писатель-юморист Альфонс Алле глава «школы фумизма» (в 1886 году и сам занявший кресло главного редактора «Чёрного кота»).
Первая публикация двадцатилетнего Ориоля в журнале «Чёрный кот» (№ 85) была отмечена 25 августа 1883 года. Не прошло и пяти месяцев, как Ориоля назначают на место ответственного секретаря (начиная с № 103), которое он занимал до 1893 года. Ориоль и Алле быстро сработались в журнале и стали приятелями.
Сотрудничество в «Чёрном коте» оказалось не просто верным выбором для Ориоля, можно сказать, что там он сформировался и состоялся как художник и литератор. И прежде всего, это были его знакомые, учителя, связи, контакты и влияния, фактически, вся его будущая жизнь и будущие ипостаси, профессии: график и книжный иллюстратор Александр Стейнлен, гравёр и создатель шрифтов Анри Ривьер , Жан Мореас, художник Антонио Гандара, карикатурист Каран д’Аш и, главное, Альфонс Алле писатель-абсурдист, глава школы фумизма. В течение первых трёх-пяти лет, пока пост главного редактора журнала занимал поэт-гидропат Эмиль Гудо, Ориоль становится чуть ли не основной рабочей лошадкой в «Чёрном коте».
В 1886-87 годах Эмиль Гудо постепенно отходит от журнальной работы и сдаёт дела Альфонсу Алле — теперь уже тот становится главным редактором (формально заступив на это место 16 октября 1886, он заканчивает свой срок летом-осенью 1891 года). Испытав влияние Алле и его отвязанного языка, Жорж Ориоль кроме поэзии начинает писать и юмористические рассказы.
Наибольшую популярность в конце XIX века Ориоль снискал как шансонье и автор популярных песенок на собственные тексты. Самая известная его мелодия «Когда сирени снова расцветают…» — изысканная, сентиментальная, типично декадентская, обошла все кафе на Монмартре.
В середине 1890-х годов Альфонс Алле посвятил своему колоритному приятелю два рассказа, в которых изрядно подтрунивает над его темпераментным и резким характером. Один из этих рассказов так и называется: «Мой друг Жорж Ориоль», включённый в самый известный и популярный сборник «Дважды два — пять» (Париж, 1895).:89 Другой (под более нейтральным названием «Провинциальный справочник Парижа»):366-369 вышел годом позднее в сборнике «Мы не говядина» (Париж, 1895), там Ориоль представлен как один из главных персонажей, также приятель автора:235.

«О…, мой далёкий и прекрасный читатель, если тебе когда-нибудь доведётся повстречать на своём пути Жоржа Ориоля, — то послушай моего сердечного совета…, — никогда не прекословь и не ставь ни малейшей преграды потоку его слов, какими бы дикими и фантастически надуманными они тебе ни казались!.. — Вспомни, как ещё в прошлом веке добрый старик Альфонс говорил тебе: не спорь, никогда не спорь с Ориолем…, иначе ты один со всей определённостью тут же будешь опознан и припечатан как огромная куча д...! — или даже как породившая его ж...!..»:174— ( Альфонс Алле, из рассказа «Мой друг Жорж Ориоль» )
Постепенно Ориоль расширяет круг своих связей и начинает сотрудничать в других парижских журналах и газетах, таких как «Эстамп» (фр. L'Estampe), «Афиша» (фр. l'Affiche) и «Кукареку» (фр. Cocorico), а также с удовольствием оформляет многие парижские афиши (спектаклей, кабаре и ресторанов), ноты, поэтические сборники и музыкальные издания. Одновременно он меньше печатается в Чёрном коте, как ни странно, это происходит после прихода Альфонса Алле в кресло главного редактора.

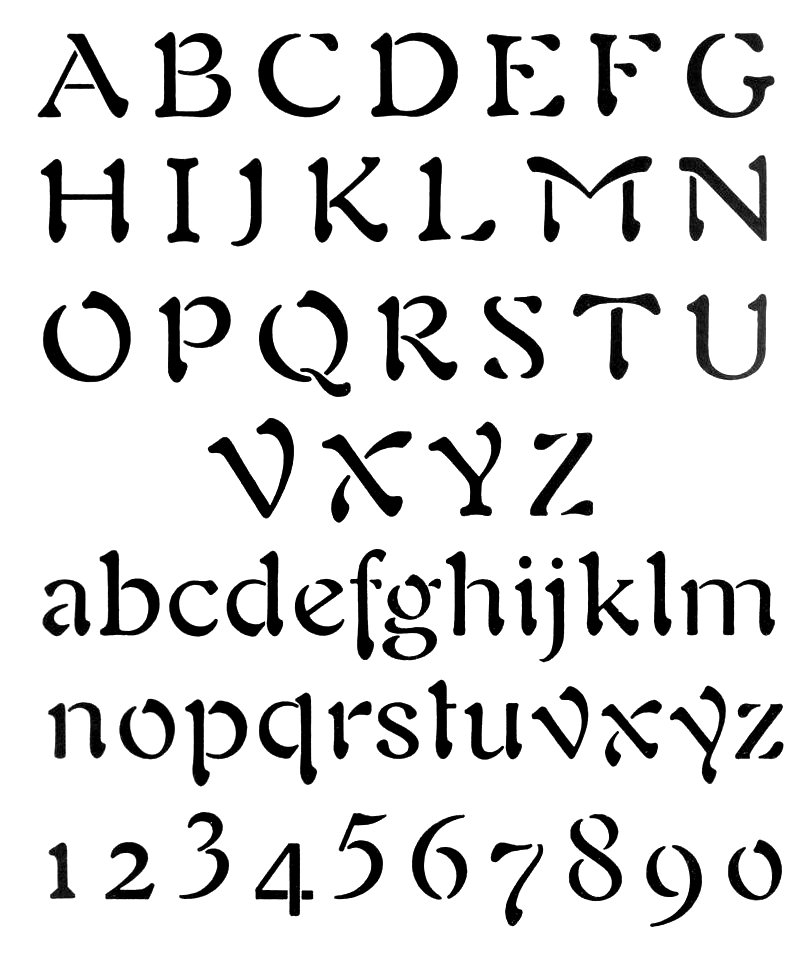
образец шрифта «Ориоль»

В конце 1890-х годов Ориоль участвовал в иллюстрировании и оформлении «Ларусса» и многих изданий Ашетта. Начиная с 1901, во многом под влиянием Анри Ривьера, Ориоль создаёт несколько изысканных типографских шрифтов и стилей в русле модерна. Он активно сотрудничает с типографией Жоржа Пейно & сына, для которой нарисовал несколько самых известных шрифтов: французский светлый, французский удлинённый, Ориоль-рабочий, Ориоль-Шамлеве и Робур. В то же время увлекается монограммами (пишет труд на эту тему) и гравировкой художественных марок.
В 1924 году в парижском музыкальном обозрении (в номере, полностью посвящённом Эрику Сати) было опубликовано пространное и изысканное эссе Жоржа Ориоля о своём давнем приятеле под названием «Вельветовый Джентльмен», многие эпизоды из которого надолго стали едва ли не самой цитируемой классикой в литературе о Сати:32, а заголовок и вовсе превратился в одно из самых употребительных прозвищ Аркёйского мэтра:184.

«…И всё же, поскольку он не церковное паникадило, чья цепь никогда не кается в своём раскачивании в разные стороны, напоследок я хотел бы, пока сверху не поступило очередное распоряжение, обратиться к нему с кровавым упрёком:
— Друг, друг, зачем ты покрыл себя несмываемым позором, променяв свой прекраснейший Вельвет на банальную шляпу чёрствого бюрократа!..»— ( Жорж Ориоль, из эссе «Вельветовый Джентльмен» )
В том же 1924 году Ориоль завершил карьеру художника, будучи учителем рисования в парижской школе Этьен.
Умер Жорж Ориоль в Париже 3 февраля 1938 года в возрасте почти 75 лет и был похоронен на кладбище Пантен.

## Галерея

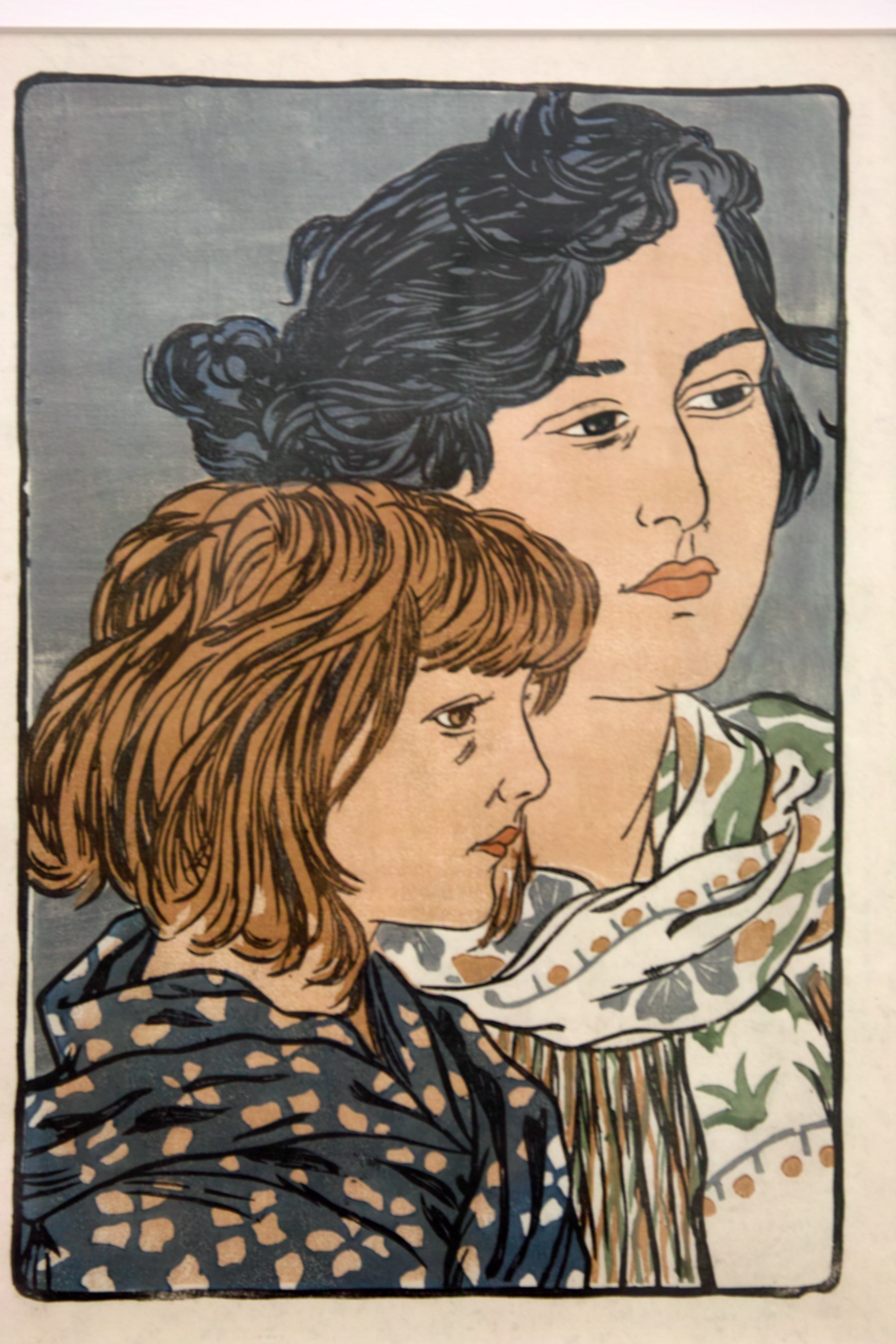
Mutter und Tochter, Holzschnitt, Paris um 1892
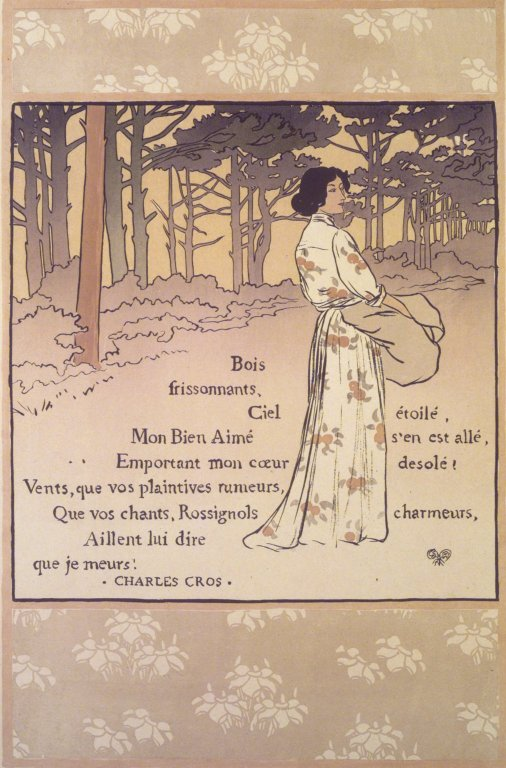
Bois frissonants, 1893
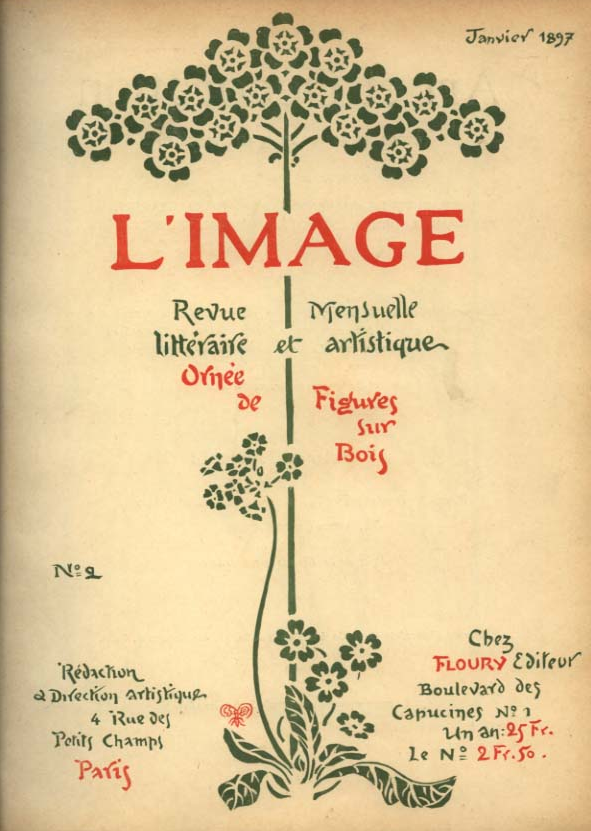
«L'Image» issue January 1897
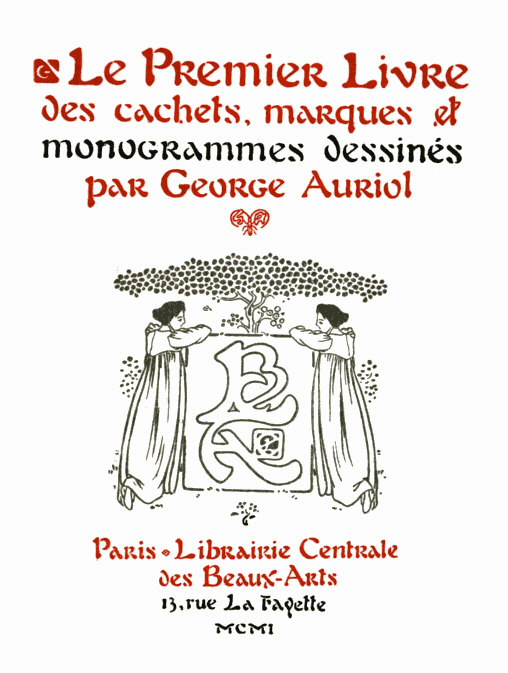
Le Premier Livre des cachets, marques et monogrammes de George Auriol, 1901
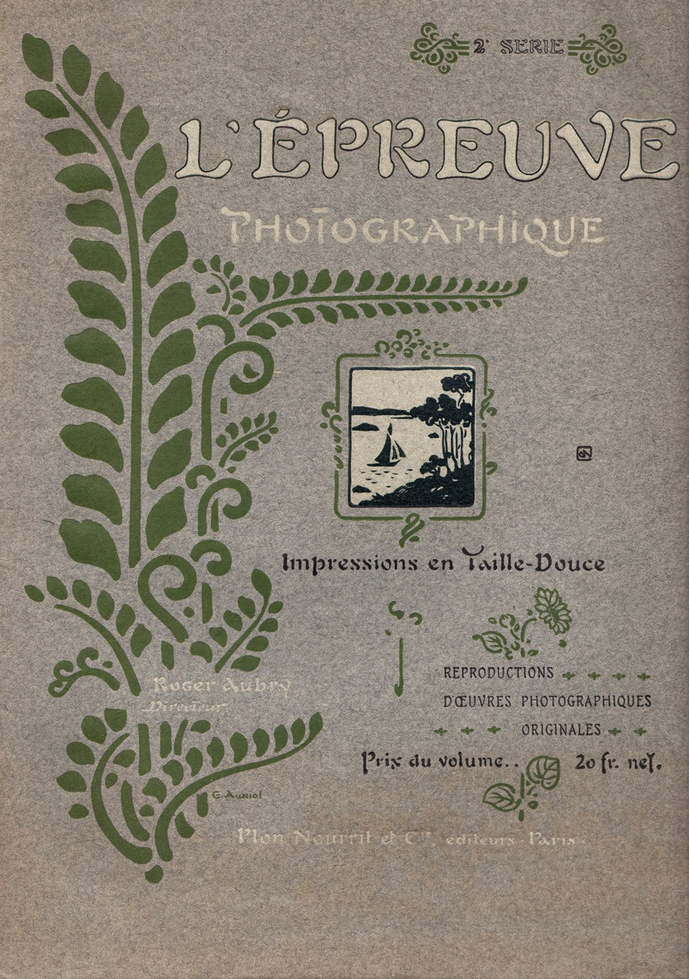
L'Epreuve photographique serie 02, published by Plon & Nourrit, 1905
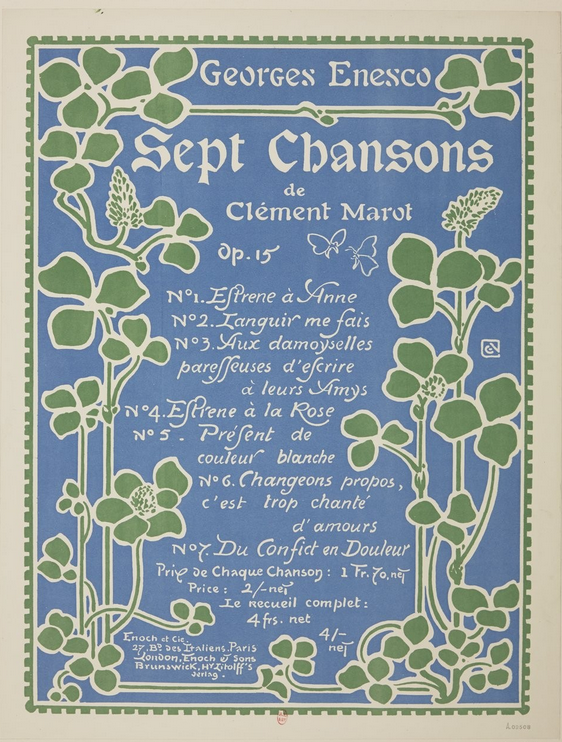
Sept chansons de Clément Marot, opus 15 Georges Enesco, 1909
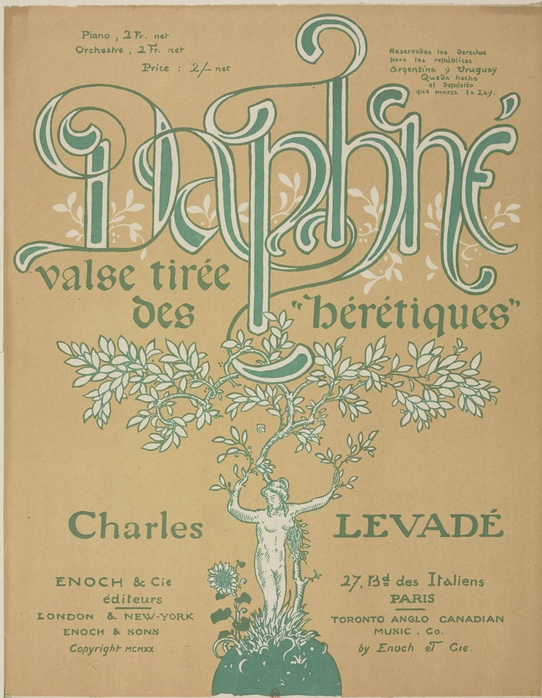
Charles Levadé «Daphné», 1920
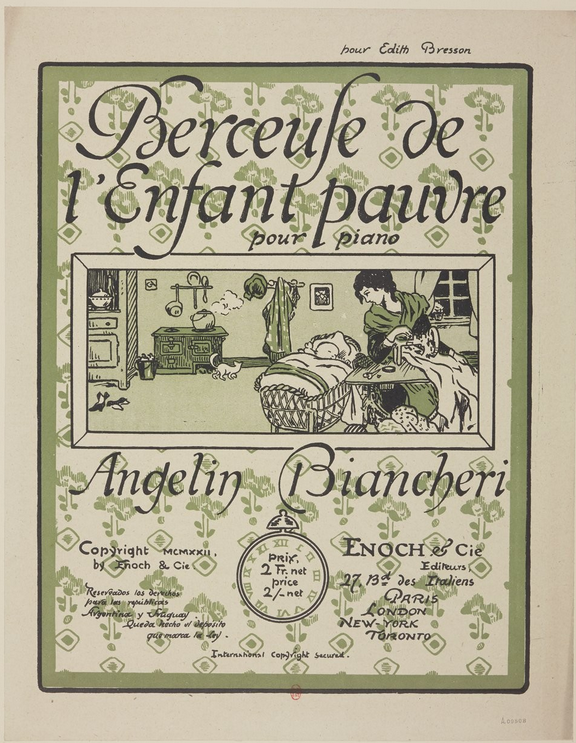
Angelin Biancheri «Berceuse de l'enfant pauvre pour piano», 1922

## Шрифты работы Жоржа Ориоля

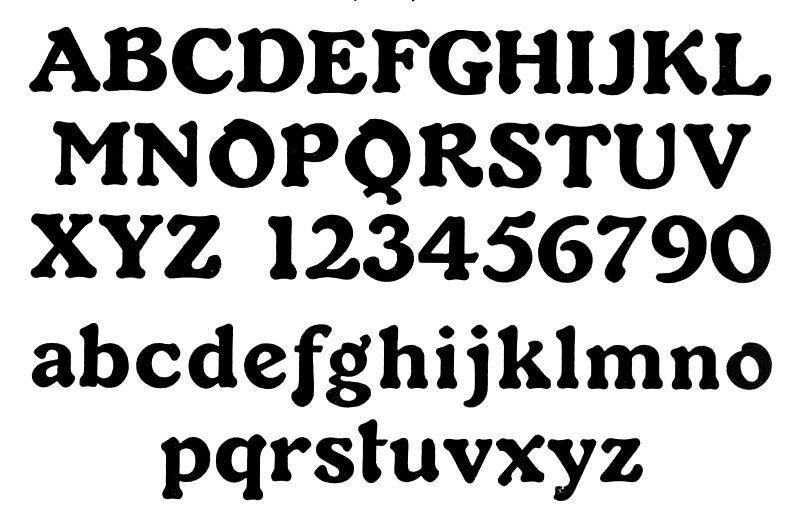
образец шрифта «Робур»

(выпущенные в работу типографией G.Peignot & Fils)
- Auriol (1901-04)[12]
- La Française (1902)
- L’Auriol (1903)
- Auriol Champlevé (1904)
- La Claire de Lune (1904-11)
- La Robur (1904-11)